# Alchemilla berteroana
Alchemilla berteroana é uma espécie de rosácea do gênero Alchemilla, pertencente à família Rosaceae.